# Паризини, Карло
Карло Паризини (итал. Carlo Parisini; 3 ноября 1808, Болонья — 23 сентября 1884, Болонья) — итальянский виолончелист. Сын скрипача Иньяцио Паризини, отец музыкального педагога Федерико Паризини.
В 1827—1870 гг. играл в городском оркестре, с 1858 года солист. Выступал также как ансамблист; первый исполнитель трёх трио Гаэтано Кортичелли «Три темперамента» (1839, с Доменико Ливерани и автором).
В 1831—1871 гг. профессор виолончели в Болонском музыкальном лицее; среди его учеников, в частности, Гаэтано Магадзари. В 1867—1871 гг. член совета директоров лицея.
Автор отдельных камерных сочинений, а также переложения Stabat mater Джоакино Россини для струнного квартета.
Согласно надписи на могиле Паризини, «мелодичные сладчайшие звуки, которые он извлекал из своего инструмента, не будут больше слышны на земле, но останутся нетленными» (итал. Le melodiche soavissime note ch’ei trasse dal suo strumento non s’udranno ahi più sulla terra ma vi rimarrà imperituro).